# 정시 (북위)
정시(正始)는 중국 북위(北魏) 선무제(宣武帝)의 두 번째 연호이다. 504년 정월에서 508년 8월까지 4년 8개월 동안 사용하였다.
같은 시기에 사용된 다른 연호로는 양(梁)에서 사용한 천감(天監 : 502년 ~ 519년)이 있다.

## 개원
경명(景明) 5년 1월 19일(504년 2월 19일)에 정시(正始)로 개원함.

## 연대대조표
| 정시                | 원년           | 2년        | 3년        | 4년        | 5년        |
| 서력                | 504년          | 505년      | 506년      | 507년      | 508년      |
| 육십간지 (六十干支) | 갑신(甲申)     | 을유(乙酉) | 병술(丙戌) | 정해(丁亥) | 무자(戊子) |
| 양 (梁)             | 천감(天監) 3년 | 4년        | 5년        | 6년        | 7년        |

## 삭일(1일)
| 정시 원년 (504년) | 1월             | 2월             | 3월             | 4월             | 5월             | 6월             | 7월             | 8월             | 9월             | 10월            | 11월            | 12월            | 윤12월          |
| ----------------- | --------------- | --------------- | --------------- | --------------- | --------------- | --------------- | --------------- | --------------- | --------------- | --------------- | --------------- | --------------- | --------------- |
| 삭일(음력)        | 무신일 (戊申日) | 무인일 (戊寅日) | 무신일 (戊申日) | 정축일 (丁丑日) | 정미일 (丁未日) | 병자일 (丙子日) | 병오일 (丙午日) | 을해일 (乙亥日) | 을사일 (乙巳日) | 갑술일 (甲戌日) | 갑진일 (甲辰日) | 계유일 (癸酉日) | 계묘일 (癸卯日) |
| 율리우스력        | 504년 2월 1일   | 3월 2일         | 4월 1일         | 4월 30일        | 5월 30일        | 6월 28일        | 7월 28일        | 8월 26일        | 9월 25일        | 10월 24일       | 11월 23일       | 12월 22일       | 505년 1월 21일  |
| 정시 2년 (505년)  | 1월             | 2월             | 3월             | 4월             | 5월             | 6월             | 7월             | 8월             | 9월             | 10월            | 11월            | 12월            |                 |
| 삭일(음력)        | 임신일 (壬申日) | 임인일 (壬寅日) | 신미일 (辛未日) | 신축일 (辛丑日) | 경오일 (庚午日) | 경자일 (庚子日) | 경오일 (庚午日) | 기해일 (己亥日) | 기사일 (己巳日) | 무술일 (戊戌日) | 무진일 (戊辰日) | 정유일 (丁酉日) |                 |
| 율리우스력        | 505년 2월 19일  | 3월 21일        | 4월 19일        | 5월 19일        | 6월 17일        | 7월 17일        | 8월 16일        | 9월 14일        | 10월 14일       | 11월 12일       | 12월 12일       | 506년 1월 10일  |                 |
| 정시 3년 (506년)  | 1월             | 2월             | 3월             | 4월             | 5월             | 6월             | 7월             | 8월             | 9월             | 10월            | 11월            | 12월            |                 |
| 삭일(음력)        | 정묘일 (丁卯日) | 병신일 (丙申日) | 병인일 (丙寅日) | 을미일 (乙未日) | 을축일 (乙丑日) | 갑오일 (甲午日) | 갑자일 (甲子日) | 계사일 (癸巳日) | 계해일 (癸亥日) | 임진일 (壬辰日) | 임술일 (壬戌日) | 임진일 (壬辰日) |                 |
| 율리우스력        | 506년 2월 9일   | 3월 10일        | 4월 9일         | 5월 8일         | 6월 7일         | 7월 6일         | 8월 5일         | 9월 3일         | 10월 3일        | 11월 1일        | 12월 1일        | 12월 31일       |                 |
| 정시 4년 (507년)  | 1월             | 2월             | 3월             | 4월             | 5월             | 6월             | 7월             | 8월             | 9월             | 윤9월           | 10월            | 11월            | 12월            |
| 삭일(음력)        | 신유일 (辛酉日) | 신묘일 (辛卯日) | 경신일 (庚申日) | 경인일 (庚寅日) | 기미일 (己未日) | 기축일 (己丑日) | 무오일 (戊午日) | 무자일 (戊子日) | 정사일 (丁巳日) | 정해일 (丁亥日) | 병진일 (丙辰日) | 병술일 (丙戌日) | 을묘일 (乙卯日) |
| 율리우스력        | 507년 1월 29일  | 2월 28일        | 3월 29일        | 4월 28일        | 5월 27일        | 6월 26일        | 7월 25일        | 8월 24일        | 9월 22일        | 10월 22일       | 11월 20일       | 12월 20일       | 508년 1월 18일  |
| 정시 5년 (508년)  | 1월             | 2월             | 3월             | 4월             | 5월             | 6월             | 7월             | 8월             | 9월             | 10월            | 11월            | 12월            |                 |
| 삭일(음력)        | 을유일 (乙酉日) | 을묘일 (乙卯日) | 갑신일 (甲申日) | 갑인일 (甲寅日) | 계미일 (癸未日) | 계축일 (癸丑日) | 임오일 (壬午日) | 임자일 (壬子日) | 신사일 (辛巳日) | 신해일 (辛亥日) | 경진일 (庚辰日) | 경술일 (庚戌日) |                 |
| 율리우스력        | 508년 2월 17일  | 3월 18일        | 4월 16일        | 5월 16일        | 6월 14일        | 7월 14일        | 8월 12일        | 9월 11일        | 10월 10일       | 11월 9일        | 12월 8일        | 509년 1월 7일   |                 |

## 같이 보기
- 다른 왕조의 같은 연호
  - 위(魏) 정시(240년 ~ 249년)
  - 북연(北燕) 정시(407년 ~ 409년)
- 중국의 연호

| 이전 연호 경명(景明) | 중국의 연호 북위(北魏) | 다음 연호 영평(永平) |